# Punchy
Punchy är en kommun i departementet Somme i regionen Hauts-de-France i norra Frankrike. Kommunen ligger i kantonen Rosières-en-Santerre som tillhör arrondissementet Montdidier. År 2022 hade Punchy 79 invånare.

## Befolkningsutveckling
Antalet invånare i kommunen Punchy
| Referens: INSEE |